# Pablo Guerola
Pablo Guerola Martí (30 de junio de 1992, Valencia, España) es un presentador y locutor de radio español.

## Biografía
Desde los 14 años su ilusión ha sido el mundo de la radio comenzando su andadura en una emisora local, Música y Fallas Radio, quien le da la primera oportunidad de ponerse al frente de un micrófono en (2008). 
Ha llegado a trabajar en medios como  Radio Esport Valencia, Tele 7 Valencia y Happy FM, hasta su salto en Europa FM donde comenzó haciendo radioformula.
Durante 3 años sustituyó a Josep Lobató al frente de Ponte A Prueba debido a una enfermedad desmielinizante que le impide hablar con normalidad. En julio de 2018 y tras el cierre de este programa, Pablo Guerola monta su propia emisora de radio musical: Xtra Hits. En la actualidad, también trabaja como locutor en À Punt Media y dirige Xtra Hits, su emisora. Dentro de esta emisora, locuta su programa de lunes a viernes 'Xtra Morning' de 9:00 a 12:00 de la mañana.